# Brückberg-Kaserne

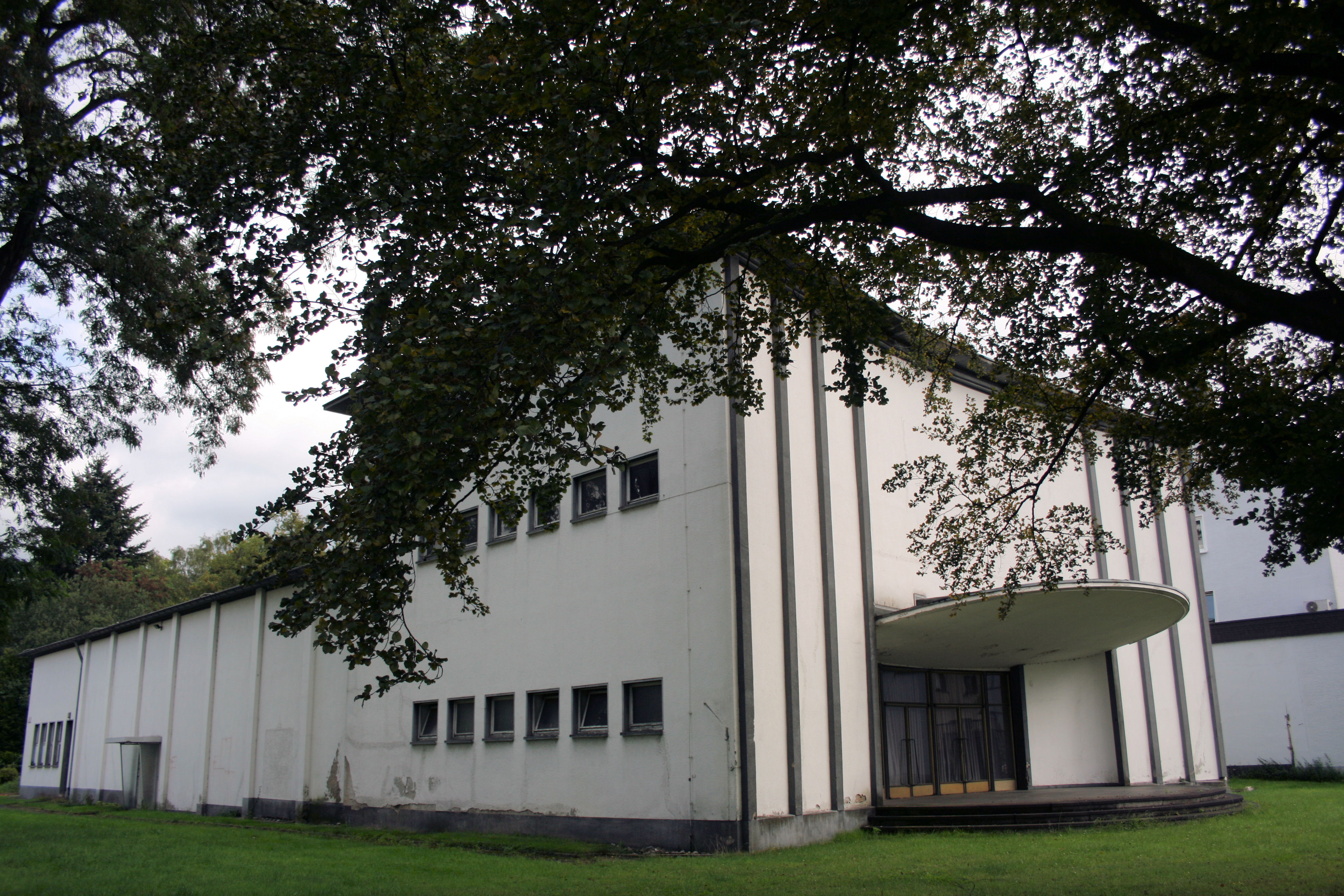
Ehemaliges Belgisches Kino (Teil der Kaserne)

Die Brückberg-Kaserne liegt im Siegburger Stadtteil Brückberg.

## Geschichte
Auf dem Gelände der heutigen Kaserne befand sich von 1892 bis zum Ende des Ersten Weltkriegs das königlich preußische Feuerwerkslaboratorium – eine von zwei Munitionsfabriken in Siegburg. 1920 wurde auf dem Gelände des ehemaligen Feuerwerkslaboratoriums von den französischen Besatzungstruppen die Caserne du Verdun errichtet. Die französischen Truppen verließen Siegburg 1926. Daraufhin wurden 1931 die meisten Gebäude der alten Munitionsfabrik abgerissen. Nach dem Zweiten Weltkrieg befand sich auf dem Brückberg ein belgisches Militärlager.
1957 übernahm die Bundeswehr das Militärlager und es zog eine Transportkompanie der Luftwaffe ein.
1959 wurden das Wachbataillon und das Stabsmusikkorps der Bundeswehr in die Brückberg-Kaserne verlegt, um die protokollarischen Bedürfnisse der am Regierungssitz Bonn ansässigen Verfassungsorgane abdecken zu können. Zeitweise waren hier 1100 Soldaten stationiert.
Im Zuge der Verlegung des Regierungssitzes zog 2000/2001 ein Teil der Kompanien des Wachbataillons nach Berlin um. Nach der Verlegung weiterer Einheiten nach Berlin fand am 26. April 2014 die offizielle Verabschiedung des Wachbataillons aus Siegburg statt. Ende September 2014 wurde die letzte Kompanie des Wachbataillons nach Berlin verlegt.
Bis zu seiner Auflösung Ende des Jahres 2012 war die Gruppe Logistisches Stammdatenmanagement (LogStamM) im Logistikamt der Bundeswehr in der Brückberg-Kaserne stationiert. Sie wechselte danach zum neuen Logistikkommando der Bundeswehr in Erfurt, verbleibt aber bis zur geplanten Verlegung in der Brückberg-Kaserne.
Bis September 2012 waren auch Teile des Bundesamtes für Informationsmanagement und Informationstechnik der Bundeswehr in der Brückberg-Kaserne untergebracht.
Von 2004 bis 2013 befand sich in der Kaserne auch die Dienststelle des Generalarztes der Luftwaffe. Im September 2013 wurde die Dienststelle in Siegburg wieder aufgelöst und in das Zentrum für Luft- und Raumfahrtmedizin der Luftwaffe integriert.
Im Gegenzug für den Abzug von Bundeswehreinrichtungen aus Siegburg sind bereits Teile des neugeschaffenen Bundesamts für Personalmanagement der Bundeswehr in der Stadt angesiedelt worden. Insgesamt soll sich nach Abschluss der Neustationierungen die Zahl der Bundeswehrmitarbeiter in der Brückberg-Kaserne von 780 auf 370 reduzieren.
Seit Oktober 2019 ist die 6./Feldjägerregiment 2 und das dazugehörige Feldjägerdienstkommando Bonn/Siegburg in die Kaserne eingezogen und hat dort eine neue militärische Heimat gefunden.

## Stationierte Einheiten
- Musikkorps der Bundeswehr (SKB)
- Teile Bundesamt für das Personalmanagement der Bundeswehr (P)
- 6/FJgRgt 2 (seit 1. Oktober 2019)
- Feldjägerdienstkommando Bonn / Siegburg (seit 1. Oktober 2019)
- weitere kleine Dienststellen

## Ehemalige Einheiten
- Ausbildungsmusikkorps der Bundeswehr (H) (1963–1969)
- Generalarzt der Luftwaffe (L) (2004–2013)
- Logistikamt der Bundeswehr – Teile Siegburg (SKB) (2002–2012)
- Wachbataillon Bundesministerium der Verteidigung (SKB) (1959–1999)
- 3. Wachbataillon Bundesministerium der Verteidigung (SKB) (1999–2014)